# Copa Interamericana 1986
La Copa Interamericana 1986 est la 10e édition de la Copa Interamericana. Cet affrontement oppose le club argentin de River Plate, vainqueur de la Copa Libertadores 1986 à la Liga Deportiva Alajuelense, club costaricain, vainqueur de la Coupe des champions de la CONCACAF 1986. 
Les rencontres ont lieu le 21 juillet 1987 et le 16 août 1987.
Les argentins de River Plate remportent cette dixième édition sur le score cumulé de 3-0.

## Contexte
River Plate a disposé en finale de l'América Cali (2-1 puis 1-0) pour remporter la Copa Libertadores 1986 ce qui est leur premier succès dans cette épreuve après deux finales perdues.
Pour sa part, la LD Alajuelense a battu le SV Transvaal (4-1 puis 2-1) pour remporter la Coupe des champions de la CONCACAF 1986. C'est également le premier succès dans cette épreuve pour cette équipe après deux finales perdues.

## Match aller
| 21 juillet 1987 | LD Alajuelense | 0 - 0 | River Plate | Stade Alejandro Morera Soto, Alajuela |
|                 |                |       |             | Arbitrage : José Antonio Garza        |
|                 | Rapport        |       |             |                                       |

| LD Alajuelense :               |                           |        |     |
| Gardien de but                 | Alejandro González (en)   |        |     |
|                                | Hernán Fernando Sosa (es) | Averti |     |
|                                | José Carlos Chaves        |        |     |
|                                | Miguel Vargas             |        | 35e |
|                                | Juan Cayasso              |        |     |
|                                | Mauricio Montero          |        |     |
|                                | Jorge Ulate (it)          |        |     |
|                                | Rónald Mora (en)          |        |     |
|                                | Elías Arias               |        |     |
|                                | Álvaro Solano (es)        |        |     |
|                                | Oscar Ramírez             |        |     |
| Remplaçants :                  |                           |        |     |
| Gardien de but                 | Porras                    |        |     |
|                                | Benavídez                 |        | 35e |
|                                | Guillermo Guardia (en)    |        |     |
|                                | J. M. Rodríguez           |        |     |
|                                | Ricardo Chacón            |        |     |
| Entraîneur :                   |                           |        |     |
| Josef Bouška (fotbalista) (cs) |                           |        |     |

| River Plate :               |                           |        |
| Gardien de but              | Sergio Goycochea          |        |
|                             | Nelson Gutiérrez          |        |
|                             | Oscar Ruggeri             |        |
|                             | Alejandro Montenegro (es) |        |
|                             | Jorge Borelli             |        |
|                             | Américo Gallego           | Averti |
|                             | Néstor Gorosito           |        |
|                             | Omar Palma                |        |
|                             | Claudio Caniggia          |        |
|                             | Juan Gilberto Funes (en)  |        |
|                             | Roque Alfaro              |        |
| Remplaçants :               |                           |        |
| Gardien de but              | Alberto Vivalda (es)      |        |
|                             | Ernesto Corti (es)        |        |
|                             | Héctor Enrique            |        |
|                             | Claudio Morresi (en)      |        |
|                             | Ramón Centurión (en)      |        |
| Entraîneur :                |                           |        |
| Carlos Timoteo Griguol (en) |                           |        |

## Match retour
| 20 juin 1973 | River Plate                            | 3 - 0 | LD Alajuelense | Stade Monumental Antonio Vespucio Liberti, Buenos Aires |                                    |
|              | Villazán 16e · Funes 60e · Enrique 67e |       |                | Arbitrage : Juan Francisco Escobar                      | Arbitrage : Juan Francisco Escobar |
|              | Rapport                                |       |                | Arbitrage : Juan Francisco Escobar                      | Arbitrage : Juan Francisco Escobar |

| River Plate :               |                          |     |
| Gardien de but              | Sergio Goycochea         |     |
| D                           | Nelson Gutiérrez         |     |
| D                           | Oscar Ruggeri            |     |
| D                           | Rubén Darío Gómez        |     |
| D                           | Jorge Borelli            |     |
| M                           | Américo Gallego          |     |
| M                           | Ramón Centurión (en)     |     |
| M                           | Héctor Enrique           |     |
| A                           | Juan Gilberto Funes (en) |     |
| A                           | Omar Palma               |     |
| A                           | Jorge Villazán (es)      | 66e |
| Remplaçants :               |                          |     |
| Gardien de but              | Alberto Vivalda (es)     |     |
| D                           | Ernesto Corti (es)       |     |
| M                           | Roque Alfaro             |     |
| A                           | Claudio Caniggia         |     |
| A                           | Antonio Alzamendi        | 66e |
| Entraîneur :                |                          |     |
| Carlos Timoteo Griguol (en) |                          |     |

| LD Alajuelense :               |                               |
| Gardien de but                 | Alejandro González Rojas (en) |
| D                              | Hernán Fernando Sosa (es)     |
| D                              | José Carlos Chaves            |
| D                              | Miguel Vargas                 |
| M                              | Rónald Mora (en)              |
| M                              | Mauricio Montero              |
| M                              | Jorge Ulate (it)              |
| M                              | Oscar Ramírez                 |
| M                              | Elías Arias                   |
| A                              | Álvaro Solano (es)            |
| A                              | Juan Cayasso                  |
| Remplaçants :                  |                               |
| Gardien de but                 | Porras                        |
|                                | Benavídez                     |
|                                | Guillermo Guardia (en)        |
|                                | J. M. Rodríguez               |
|                                | Ricardo Chacón                |
| Entraîneur :                   |                               |
| Josef Bouška (fotbalista) (cs) |                               |